# Spoorlijn Saint-Aignan-Noyers - Blois
De spoorlijn Saint-Aignan-Noyers - Blois was een Franse spoorlijn van Noyers-sur-Cher naar Blois. De lijn was 37,5 km lang en heeft als lijnnummer 592 000.

## Geschiedenis
De lijn werd geopend door de Compagnie du chemin de fer de Paris à Orléans op 15 mei 1899 en daarna geëxploiteerd door de Compagnie des Tramways du Loir-et-Cher. Op 1 juli 1937 werd de lijn gesloten.

## Aansluitingen
In de volgende plaatsen was er een aansluiting op de volgende tramlijnen:
Contres
tramlijn tussen Les Montils en Selles-sur-Cher
Cellettes
tramlijn tussen Cellettes en Montrichard
Blois-Vienne
tramlijn tussen Blois en Lamotte-Beuvron
tramlijn tussen Blois en Cléry-Saint-André